# Nem férek a bőrödbe (film, 2003)
A Nem férek a bőrödbe (eredeti cím: Freaky Friday) 2003-ban bemutatott amerikai filmvígjáték, amelynek rendezője Mark Waters. A producere Andrew Gunn, a forgatókönyvírói Leslie Dixon és Heather Hach, a főszereplői Jamie Lee Curtis és Lindsay Lohan, a zeneszerzője Rolfe Kent. A mozifilm a Walt Disney Pictures gyártásában készült, a Buena Vista Pictures forgalmazta.
Az Egyesült Államokban 2003. augusztus 6-án, Magyarországon 2003. december 18-án mutatták be a mozikban.
A történet az 1976-os Kelekótya péntek (Freaky Friday) feldolgozása.

## Cselekmény
A tizenöt éves Anna Coleman (Lindsay Lohan) és édesanyja, Dr. Tess Coleman (Jamie Lee Curtis) két teljesen különböző ember. Anna naphosszat panaszkodik és azt mondja: „Tönkreteszed az életemet”, az anyja pedig többet törődik a betegeivel, mint vele.
Annának van egy zenekara, amelynek nemcsak gitárosa, hanem énekese is, de az anyja számára ők csak zajt csapnak. Dr. Coleman azt tervezi, hogy hamarosan hozzámegy a barátjához, Ryanhez, ami felzaklatja Annát, mert nem kedveli a férfit.
A fiatal tinédzser állandóan bajban van az iskolában, mert nem kedveli őt az irodalomtanára, aki mindig megbuktatja a munkájában, bármennyire is igyekszik, ezért igazságtalanul bünteti őt az édesanyja is, aki nem tud erről a személyes konfrontációról.
Egy csütörtöki napon az egész család – Dr. Coleman, Anna, a 8 éves testvére, Harry, Ryan nevelőapa és Allen Coleman nagyapa – egy kínai étterembe mennek vacsorázni.
Coleman és a lánya, Anna összevesznek, mert péntek este Annának és zenekarának fontos meghallgatása lenne a „House of Blues” klubban, ahová az anyja nem engedi el, mert aznap este volt az esküvői próbavacsorájuk, de mindkettőjüket félbeszakítja a bolt tulajdonosa, aki „kínai szerencsesütiket”" kínál nekik, és ezzel kezdetét veszi a varázslat.
Amikor másnap felébrednek, felfedezik, hogy mindketten a másik testében vannak, ami nagy probléma, mivel Annának aznap meghallgatása van a zenekarával, az anyja pedig másnap férjhez megy, így a varázslatot vissza kellene fordítaniuk, mielőtt ezek az események bekövetkeznek.
Pénteken Jake, és Anna, akik előző nap a fogdában beszéltek egymással, kapcsolatot kezdenek. Tess rájön, hogy Anna tanára egy régi iskolatársa volt, aki elhívta őt egy táncra, ő pedig visszautasította, ő pedig azzal torolta meg, hogy megbuktatta Annát, amire Tess megfenyegeti, hogy feljelenti az iskolaszéknél. A diákoknak dolgozatot kell írniuk, de Anna ellensége, Stacey Hinkhouse elárulja őt azzal, hogy azt mondja, hogy tőle másolt, pedig valójában egy olyan papírt mutatott neki, amin az állt, hogy „Örülök, hogy újra barátok vagyunk”.
Jake felajánlja Annának, hogy fejezze be a tesztet a tanáriban, aki be is fejezi, de kitörli Stacey tesztválaszait, és azt írja, hogy „túl ügyetlen vagyok”, Jake pedig ezen felhúzza magát, és elmegy a munkahelyére, ahol megtalálja Annát (Mrs. Coleman testében), zenét hallgatnak, és elmennek dolgozni.
Jake beleszeret a lányba.
Tess esküvőnapi vacsoráján Tess-t (Anna testében) elrabolja Anna zenekara, de a biztonságiak felfedezik őket.
Ryan engedélyt ad Annának, hogy részt vegyen a meghallgatáson, Tess-t elviszik a koncertre, amikor azt hiszik, hogy ő valójában Anna. Az igazi Anna elmegy a koncertre, és gitározik neki, miközben úgy tesz, mintha Tess játszana. Ez, valamint Anna gyönyörű beszéde, amelyet Tess testében mondott, megrázza a helyet, és Anna és Tess visszatérnek a testükbe. Később, a „varázslat” megfordításával úgy gondolják, hogy ki fognak jönni egymással.
Az esküvő napján Tess és Ryan összeházasodnak, Jake Annával randizik (a saját testében), azt gondolva, hogy úgy néz ki, mint az anyja, pedig mindig is Anna volt az, Tess jóváhagyásával. Anna zenekara is játszik az esküvőn. Pei-Pei anyja megpróbál testcserés szerencsesütiket adni Harrynek és Alan nagyapának, amikor veszekednek, de Pei-Pei az utolsó pillanatban ezeket elkobozza (és a földre dobja őket).
Az 1976-os filmben és az 1995-ös változatban Anna apja él. Ebben a változatban három évvel korábban hal meg (ahogy azt Tess Coleman az esküvőjükön elmondta). Az eredeti filmmel ellentétben a testcsere magyarázatát is bemutatják.

## Szereplők
| Szereplő                            | Színész             | Magyar hang        |
| ----------------------------------- | ------------------- | ------------------ |
| Dr. Tess Coleman                    | Jamie Lee Curtis    | Kiss Mari          |
| Annabell 'Anna' Coleman, Tess lánya | Lindsay Lohan       | Bogdányi Titanilla |
| Ryan                                | Mark Harmon         | Jakab Csaba        |
| Jake                                | Chad Michael Murray | Simonyi Balázs     |
| Pei-Pei                             | Rosalind Chao       | Antal Olga         |
| Ethan, dobos                        | Chris Carlberg      | Molnár Levente     |
| Nagypapa                            | Harold Gould        | Makay Sándor       |
| Evan                                | Willie Garson       | Katona Zoltán      |
| Mr. Bates                           | Stephen Tobolowsky  | Rudas István       |
| Maddie                              | Christina Vidal     | Vadász Bea         |
| Harry Coleman                       | Ryan Malgarini      | Morvay Gábor       |
| Peg                                 | Haley Hudson        | Simonyi Piroska    |
| Pei-Pei anyja                       | Lucille Soong       | Várnagy Kati       |
| Dottie Robertson                    | Dina Spybey         | Csere Ágnes        |
| Stacey Hinkhouse                    | Julie Gonzalo       | Farkasházi Réka    |
| Dr. Mary Ann Smyth                  | Janet Choi          |                    |
| Scott, basszusgitáros               | Danny Rubin         |                    |
| Boris                               | Marc McClure        |                    |
| Depressziós páciens                 | Jeff Marcus         |                    |
| Síró páciens                        | Jacqueline Heinze   |                    |
| Naplóba beleolvasó páciens          | Mary Ellen Trainor  | Incze Ildikó       |
| Harry tanára                        | Erica Gimpel        | Németh Kriszta     |
| Asszisztens a talk show-stúdióban   | William Caploe      | Seder Gábor        |